# 克瓦爾島 (芬馬克郡)
70°36′N 23°51′E / 70.600°N 23.850°E

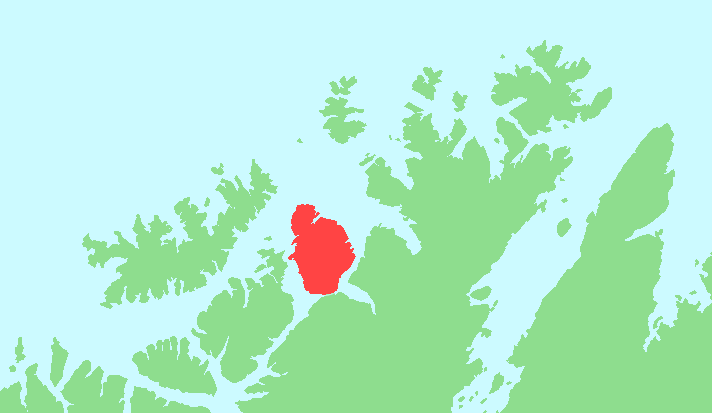

克瓦爾島是挪威的島嶼，位於該國北部挪威海，由芬馬克郡負責管轄，面積336平方公里，最高點海拔高度629米，亨墨菲斯位於該島東岸，2012年人口約9,850。